# Ruta Estatal de California 53
La Ruta Estatal de California 53, y abreviada SR 53 (en inglés: California State Route 53) es una carretera estatal estadounidense ubicada en el estado de California. La carretera inicia en el Sur desde la SR 29     en Lower Lake hacia el Norte en la SR 20     en Clearlake. La carretera tiene una longitud de 12 km (7.45 mi).

## Mantenimiento
Al igual que las autopistas interestatales, y las rutas federales y el resto de carreteras estatales, la Ruta Estatal de California 53 es administrada y mantenida por el Departamento de Transporte de California por sus siglas en inglés Caltrans.

## Intersecciones
| Localidad | Miliario | Destinos                                                            | Notas               |
| --- | -------- | ------------------------------------------------------------------- | ------------------- |
| Lower Lake | 0.00     | SR 29 (Lower Lake Road) / Morgan Valley Road – Lakeport, Middletown |                     |
| Clearlake | 1.47     | Old State Highway, Dam Road                                         | Antigua SR 53 norte |
| Clearlake |          | Old Highway                                                         | Antigua SR 53 sur   |
| | 7.45     | SR 20 a US 101 – Williams, Clearlake Oaks, Northshore Resorts       |                     |
| 1.000 mi = 1.609 km; 1.000 km = 0.621 mi Cerrada/Antigua • Terminal concurrente • Acceso incompleto • Propuesta/Sin abrir |          |                                                                     |                     |